# San Mango d'Aquino
San Mango d'Aquino (Santu Mangu, en dialecto sanmangués) es una comuna de la provincia de Catanzaro, en la región de Calabria (Italia).

## Geografía

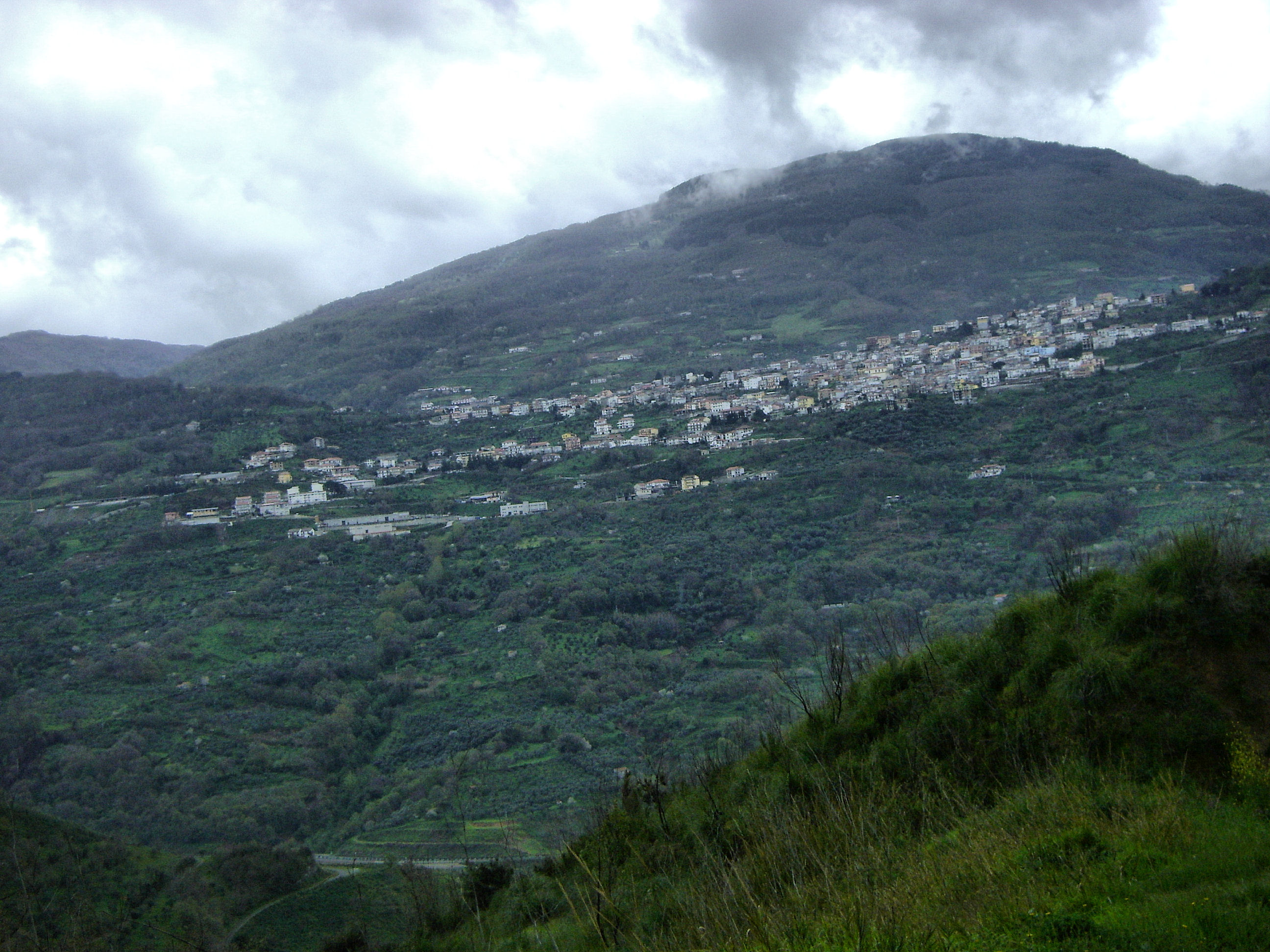
San Mango d'Aquino en 2009, vista de la región desde el Castillo de Savuto de Cleto con una vegetación local.

San Mango surge sobre la ladera de una colina litoral que baja hacia el río Savuto y que se asoma sobre el mar Tirreno, con terrenales de naturaleza arcillosa, y confina con Martirano Lombardo, Nocera Terinese y Cleto. Lo poblado está a acerca de 500 metros de altura sobre el nivel del mar. El país tiene una superficie de unos 7 km cuadrados. El territorio se levanta en cuota de 100 a 1.100 metros, y las cimas más altas son el Cuervo, m. 1.118, el Servino, m. 959, el Vitriolo, m. 668 y el Costanzo, m. 621. Los cursos de agua, más allá del Savuto. qué por un rasgo señala el confín entre las provincias de Catanzaro y Cosenza. soy el Caserío, llamado puros Garice o Gavice y el arroyo Giurio, a Norte, que delinea parte del confín con Martirano.

### Clima
El clima es mediterráneo, con temperaturas elevadas en verano e inviernos templados, con precipitaciones concentradas en los meses invernales y nieve muy rara. Por este los ríos que atraviesan el territorio presentan un alcance de agua diferente por cada estación. En los meses invernales las condiciones meteorológicas a menudo registran tiempo húmedo y, a veces, ráfagas de viento.

## Toponimia
El nombre del pueblo fue "Muricello", luego "Casale nueva" y finalmente "Santo Mango".
Las denominaciones diferentes se dan en todas las fuentes clásicas, y se reflejan en otros documentos importantes, incluyendo el acto de la erección de la parroquia, firmado en 1648 y disponible en los archivos obispo de Tropea, y los registros parroquiales, que comienzan desde 1653 y se conservan en San Mango.
El señor feudal Luis Aquino quería recordar el feudo tan poseído por su padre, Tomás de Aquino, el príncipe del Cilento Santo Mango, antes de que la familia se trasladó a Calabria, donde se había casado con la otra hija de Tomás, Laura, en 1628 la articulación Cesare d'Aquino, el segundo príncipe de Castiglione, conde de Martirano y Señor de Nicastro.
El nombre de "San Mango" era un nombre muy popular en ese momento. Esto nos trae de vuelta a San Grande, un pagano que vivió en el siglo III, que donó la propiedad a los pobres y se convirtió al cristianismo, se convirtió en obispo de Trani, fue perseguido por los soldados del emperador romano y vivió en Fondi, Aquino, Sora y Pico, y murió martirizado en 252 .
En los mapas, el nombre actual aparece bajo el imperio de Napoleón y se informó sobre la Geografía del Reino de Nápoles, publicada en 1812. Antes de esa fecha, el país está marcado con el nombre de "Savuto", mientras que el centro actual de Savuto se identifica como el "piso de piedra."
El nombre actual se encuentra también en la iglesia madre, que alberga la estatua de Santo Tomás de Aquino, patrono del país: a los pies de la estatua, que data de 1717, todavía se puede leer las palabras "Universitas Sancti Mangos ".
Después del Risorgimento y proclamó el Reino de Italia, el gobierno agregó que el nombre de "San Mango", la palabra "Aquino", para distinguir la ciudad de la otra San Mango las demás provincias del Reino.

### El lugar
El lugar dónde surge hoy San Mango se encuentra dentro de un área de gran importancia del punto de vista histórico y arqueológico, dónde, en la antigüedad, han vivido muchos estirpes de hombres; el territorio es atravesado por un  mportante arteria romana (Popilia/Annia), y el rasgo de calle relativo San Mango es recordado como por los ancianos la "Calle" del Carruggiu. Por muchos siglos el territorio ha sido agregado a algunas tierras de la actual provincia de Cosenza, asociado bajo una única dependencia: una encomienda religiosa. Y "suelo de una antigua encomienda" es definido el territorio de Savuto, y por lo tanto también aquel de San Mango, en un documento del 1829. En el curso del Edad Media el territorio padece el dominio de diferentes feudatarios y en el 1591 es adquirido por Carlo de Aquino, exponente de una de las más ilustres familias nobles italianas, uno entre las sectas grandes Casas del Reino de Nápoles.

## Historia
San Mango d'Aquino fue fundada en la primera mitad del siglo XVII por una rama menor de la casa de Aquino, una familia que dio a luz a Santo Tomás de Aquino, doctor de la Iglesia.
En 1646 se han beneficiado de los capítulos (que regulan las relaciones entre el pueblo y el señor feudal), en 1648 el obispo de Tropea expide el decreto de erección de la iglesia y en 1653 Don Matteo Capilupi es el primer párroco.
De la antigua Casa de la Fuente, alrededor del cual creó las primeras casas, y las casas dispersas del valle, la ciudad se expandió aún más en el barrio de las bolsas, mientras que las nuevas familias después de salir de sus lugares de origen destruidos por terremoto de 1638, construyó los barrios y Carpanzano Serra. Unos años más tarde se encuentran los distritos de San José y Castagnari, y dentro de unos años, el país tiene en la estructura urbana que aún puede verse hoy en día.
Con la venta de Savuto hechas por Aquino en 1717 a favor del barón Le Piane, la aldea de San Mango se separa de las tierras del derecho feudal del río y se convierte en un centro independiente, con su propio parlamento y los órganos administrativos elegidos por el leyes del tiempo. La población aumentó de poco menos de 250 en 1674 a 628 en 1705 a más de mil acción en 1764.
El fin de la Segunda Guerra Mundial, el país se encuentra en condiciones de pobreza extrema y la pobreza lleva a la gente para ir a la senda de la emigración. En 1987, Winnipeg (Manitoba, Canadá) fue fundada la "Sociedad San Mango d'Aquino, una asociación que reúne a cientos de migrantes.
Con la administración de la ciudad democrática del país ha empezado a salir de la condición de atraso: alumbrado público mayor, la luz eléctrica llegue al país, el abastecimiento municipal de agua se construyen, el edificio de la escuela, el jardín de infantes, la primera vivienda , se amplía la ampliación del cementerio y la modernización de agua y saneamiento, tomando agua y mejorar el saneamiento en todas las casas.
En 1968 comenzó un período de cambio que afecte a toda la sociedad. La administración de la ciudad se sustituye por un Partido Cívico Democrático, que después de dos años es evidente en el Partido Socialista Italiano, y comienza una serie de la administración social que desde hace treinta y cinco años y llevar a cabo un amplio programa de obras públicas, que culminaron con la apertura de salida de la Salerno-Reggio Calabria.
La salida de la autopista ayuda a sacar al país de forma aislada, sino el bienestar material que se vive en el siglo XX no se detiene el éxodo de las familias: San Mango d'Aquino entre 1951 y 2008 perdió cerca de 650 habitantes.

## Evolución demográfica
| Gráfica de evolución demográfica de San Mango d'Aquino entre 1861 y 2001 |
|                                                                          |
| Fuente ISTAT - elaboración gráfica de Wikipedia                          |

- Datos: Q53687
- Multimedia: San Mango d'Aquino / Q53687

1. ↑  Worldpostalcodes.org, código postal n.º 88040.
2. ↑  «Codici Catastali». Comuni-italiani.it (en italiano). Consultado el 29 de abril de 2017.